# Берестовка (Оренбургская область)
Берестовка — село в Новосергиевском районе Оренбургской области. Административный центр Берестовского сельсовета.

## История
В 1966 г. Указом Президиума ВС РСФСР поселок отделения № 2 совхоза имени Электрозавода переименован в Берестовка.

## Население
| 2010 |
| ---- |
| 210  |